# 短面巨豨屬
短面巨豨（學名Brachyhyops），又名短面狶、短腿面獸或似短豬獸，是一類已滅絕的豨科物种。生存在中新世的北美洲及亚洲（包括蒙古，中国与哈萨克斯坦）。
短面巨豨的模式种是怀俄明短面巨豨（Brachyhyops wyomingensis），该化石记录是于1937年在怀俄明中部的晚始新世沉积层中由卡内基自然历史博物馆的工作人员发现的。
怀俄明短面巨豨最初只有一个单一的头骨，在1937年由科尔伯特命名，但没有得到正式描述。直到1938年来自北美洲萨斯喀彻温省和南方的德克萨斯州的额外的标本被发现，表明短面巨豨属在中新世时期分布极其广泛，主要分散在美国西北部。